# エーラー・システム

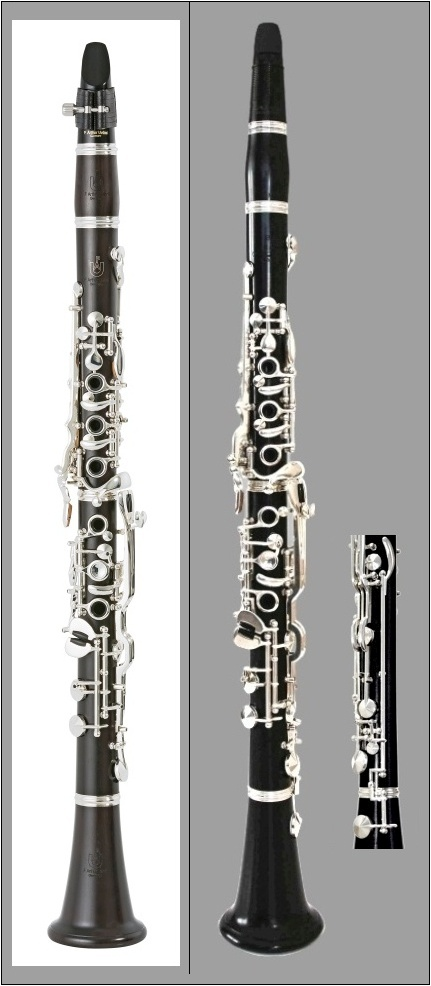
クラリネットの比較。（左）エーラー・システム。（右）フルエーラー（低音EとFを補正するベル機構付き）

エーラー・システム（ドイツ語: Oehler-System、英語: Öhler system）は、オスカール・エーラーによって開発されたクラリネットのキーの仕掛けである。ミュラー・システムのクラリネットを基礎として音孔を追加し、イントネーション（音程）と音響上の欠陥として特にフォークフィンガリングをする音（FとB♭）を補正した。キーはベーム・システムよりも多い。改良の主な成果は特許の C♯、低い E - F の補正、フォークフィンガリングの F / B♭ 、同じく B♭ の補正である。主にドイツとオーストリアで使用されている。

## エーラー・システムのクラリネット製作者たち

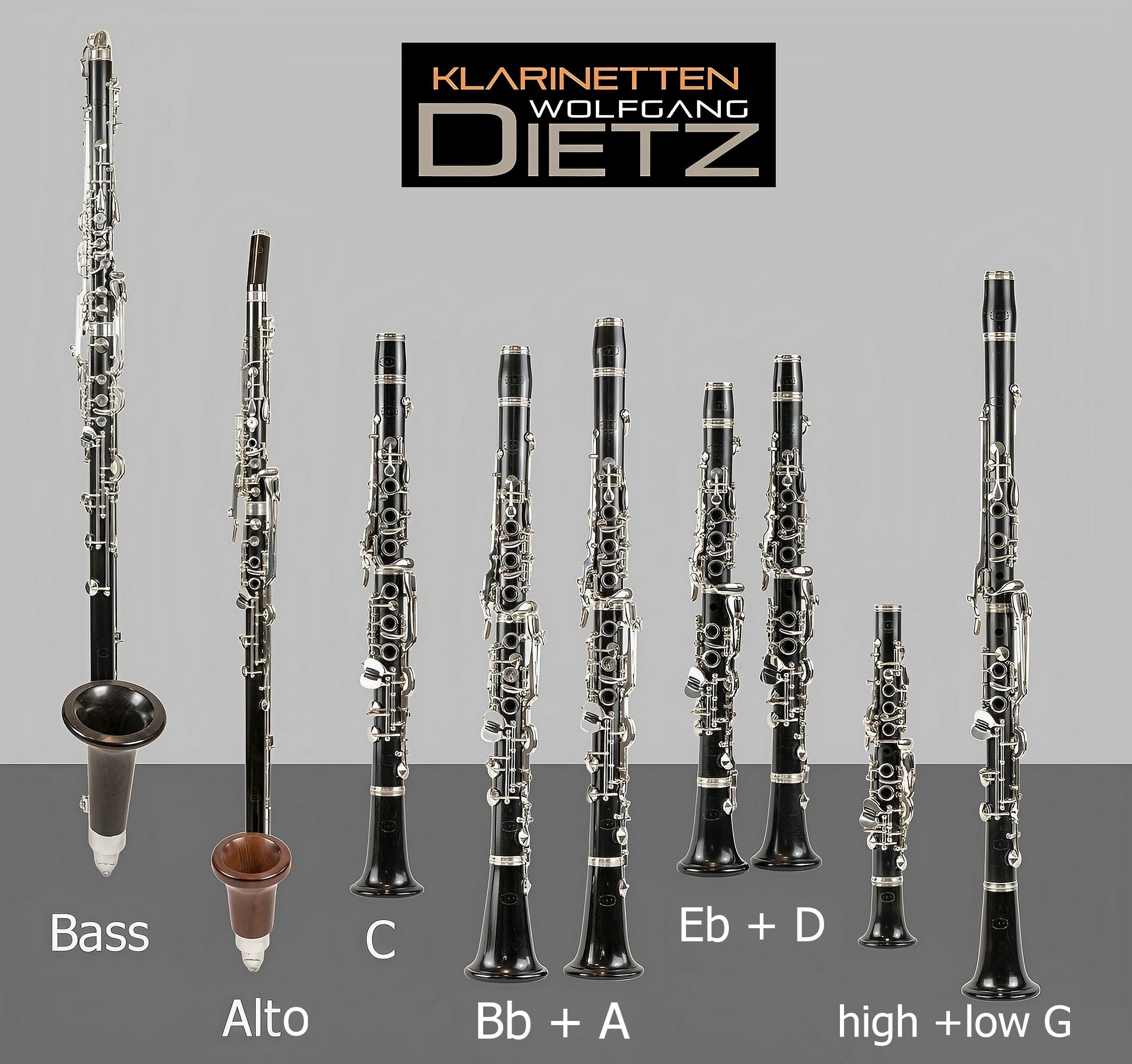
エーラーシステムを採用したクラリネット9本

オスカール・エーラーには3人の弟子がいた。フリードリヒ・アルトゥール・ユーベル、ルートヴィヒ・ウァルシェウスキー（Ludwig Warschewski 1880年- 1950年）、カール＝フリードリヒ・トート（Karl-Friedrich Todt）である。ユーベルとトートはドイツの伝説のクラリネット製作者である。
ウァルシェウスキーはストックホルムに移住してロイヤル・ストックホルム・フィルハーモニー管弦楽団に入団し、クラリネットのソロ奏者としても活動した。またユーベル工房製から未完成のクラリネットを入手すると、ボアと機構の研究に励んだ。ウァルシェウスキー製のクラリネットは、たとえばディーター・クレッカー（ドイツ）など著名なクラリネット奏者たちに使われた。
ベルリン・フィルハーモニー管弦楽団に初めて参加した時にユーベル製クラリネットを用いたカール・ライスターだが、のちにヴァーリッツァー工房（1959 年創業）の楽器に乗り換えた。この工房の1970年代以前に製作されたクラリネットはボアがより大きく、イントネーションがより優れており、同時に音色はユーベル製と遜色がなかった。1970年代以降、いくつかの改良を設計に施し、今やドイツの大多数のオーケストラに採用されている。それらのクラリネットは非常に値が張るが、ヴァーリッツァの見習い職人には、同様のクラリネットを安く頒布する者もいる。またヤマハ製のドイツ式クラリネットもエーラー・システムを採用する。

## 関連資料
- オスカール・クロル 著、大塚精治、玉生雅男 訳、ディートハルト・リーム、Riehm, Diethard 編『クラリネット・ハンドブック : 歴史と音楽と名演奏家たち』音楽之友社、1984年10月。doi:10.11501/12433850。NDLJP:12433850、全国書誌番号:85012138。原タイトル『Die Klarinette』。
  - 22 コマ：のちにオスカール・エーラーによって行なわれた歌口の抜本的改革と、それから同じくかれの発明になる"湾曲バーン"であった。
  - 27 コマ：ベルリンのオスカール・エーラーによるモデルである。
  - 29 コマ：かつてオスカール・エーラーの協力者であったニュルンベルクのゲオルク・グレーセル〔原注3〕は、独自のシステム（後略）
  - 87 コマ：オスカール・エーラーは1858年2月2日にアンナベルク（エルツ山地）で生れた
  - 100 コマ：図10. ベルリンのオスカール・エーラーのクラリネット（1902年）。図11. ベルリンのオスカール・エーラーによるA管とb管クラリネット
  - 「文献案内」153-155頁。
- 千葉理「クラリネット：D・クレッカー」『Pipers = パイパーズ』7巻4（通号76）、杉原書店、1987年11月、22-27頁、doi:10.11501/7957814、NDLJP:7957814。
  - 14 コマ：（中略）オスカール・エーラーの自作。
  - 15 コマ：（前略）オスカール・エーラーの楽器（後略）